# Paulino Garagorri
Paulino Garagorri (Sant Sebastià 1916- Madrid 2007), va ser un filòsof, crític i assagista basc relacionat amb els grups de treball formats al voltant de José Ortega y Gasset. Edità una de las versions de les Obres Completes d'Ortega
Va ser Professor de Filosofia i d'Història del Pensament Polític a la Universitat Complutense de Madrid.

## Obres
- Ortega, una reforma de la filosofía, 1958
- La paradoja del filósofo, 1959
- Libertad y desigualdad, 1964
- Del pasado al porvenir, 1965
- Relecciones y disputaciones orteguianas, 1965
- Ejercicios intelectuales, 1967
- Unamuno, Ortega, Zubiri en la filosofía española, 1968
- Azorín, 1968
- Introducción a Ortega, 1970
- La tentación política, 1971
- Unamuno y Ortega, 1972
- Introducción a Américo Castro, 1984
- Introducción a Miguel de Unamuno, 1986
- Goethe y el Epílogo de la Rebelión de las masas, 2006